# Nierembergia
Nierembergia é um género botânico pertencente à família Solanaceae. Algumas espécies desse gênero como a Nierembergia veithchii causam hipervitaminose D, por mimetizar o efeito desta vitamina(relacionada à absorção de cálcio no organismo).
1. ↑  «Nierembergia — World Flora Online». www.worldfloraonline.org. Consultado em 19 de agosto de 2020